# Ovenuten
Der Ovenuten ist ein 1579 m hoher Berg unweit der Prinzessin-Martha-Küste des ostantarktischen Königin-Maud-Land. Nahe dem südwestlichen Ende des Ahlmannryggen ragt er als nördlichste Erhebung einer Gebirgsgruppe auf der Westseite der Wilsonflya auf.
Norwegische Kartographen, die den Hügel auch benannten, kartierten ihn anhand von Luftaufnahmen und Vermessungen der Norwegisch-Britisch-Schwedischen Antarktisexpedition (1949–1952). Namensgeber ist der Schwede Paul Ove Wilson (1921–1981), der als Arzt bei dieser Forschungsreise tätig war.